# Gerard Reve
Gerard Kornelis van het Reve (Amsterdam, 14 dicembre 1923 – Zulte, 8 aprile 2006) è stato uno scrittore olandese.
Ha pubblicato con lo pseudonimo Simon van het Reve e con il suo vero nome, sebbene sia divenuto noto come Gerard Reve.
Reve è stato uno dei primi omosessuali dichiarati nei Paesi Bassi. Ha scritto spesso in modo esplicito di rapporti sessuali fra uomini, suscitando un certo scandalo. Un altro tema che appare spesso nei suoi scritti è la religione, specialmente il cattolicesimo. Anzi, lo stesso Reve dichiarò che il messaggio principale in tutti i suoi lavori era la redenzione dal mondo materiale in cui viviamo.

## Biografia
Il padre di Gerard Reve era Gerard J.M. van het Reve, un giornalista che scriveva tra l'altro con lo pseudonimo Gerard Vanter, e sua madre si chiamava Janetta Jacoba Doornbusch. Il fratello maggiore era lo scrittore e filologo Karel van het Reve, che poi diventò un esperto di Russia e docente universitario a Leida. Gerard Reve crebbe nel quartiere Betondorp, nella zona est di Amsterdam. In seguito si trasferì con i genitori nel quartiere Diamantbuurt, dove scrisse e ambientò il suo romanzo "De Avonden" ("Le Sere"). Frequentò, senza completare gli studi, il Vossius Gymnasium negli anni 1936-1940, quindi frequentò fino al 1943 la Grafische School (Scuola grafica) ad Amsterdam. Poi, fino al 1947, fece diversi lavori, tra i quali reporter di cronaca giudiziaria per il quotidiano olandese Het Parool, dove conobbe lo scrittore Simon Carmiggelt.
Il 9 dicembre 1948 Reve sposò la poetessa Hanny Michaelis (1922-2007), un matrimonio che sarebbe durato fino al 1959. Gli anni del matrimonio coincisero in parte con il periodo che Reve trascorse in Inghilterra (dal 1952 al 1957). Visse a Londra, seguì dei corsi di scrittura teatrale e lavorò per alcuni mesi come infermiere al National Hospital for Nervous Diseases (Ospedale nazionale per le malattie nervose). In questo periodo decise di scrivere solo in lingua inglese. Uno dei motivi fu la protesta scoppiata nei Paesi Bassi contro il racconto Melancholia, pubblicato da un giornale nel 1951, considerato contrario all'ordine pubblico e alla morale, perché nel racconto si parlava di masturbazione. Tornato nei Paesi Bassi, andò a vivere ad Amsterdam con Wim Schuhmacher, che nelle sue opere figura come 'Wimie'.
Nel 1964 si trasferì a Greonterp, un villaggio della Frisia, dove convisse con un nuovo partner, Willem Bruno van Albada ('Teigetje'), e poi anche con 'Woelrat' (Henk van Manen) (Teigetje e Woelrat sono sposati tra di loro). Reve chiamò la sua casa a Greonterp 'Huize Het Gras' (Casa dell'erba). Dopo aver vissuto per un breve periodo (1971-1974) trascorso a Veenendaal e Weert, nel 1974 Reve si stabilì in Francia dove dal 1975 visse con Joop Schafthuizen ('Matroos Vos'). Negli anni seguenti Reve e Schafthuizen vissero a periodi alterni in Francia e nei Paesi Bassi, nel luogo di nascita di Schafthuizen, Schiedam. Nel 1993 lasciarono la casa nei Paesi Bassi e si stabilirono in Belgio, a Machelen-aan-de-Leie, nella clinica che un tempo apparteneva al genero dello scrittore fiammingo Stijn Streuvels.
Nel 1991 Reve lesse integralmente il suo romanzo De Avonden alla radio (la lettura durò dieci ore).
Nel 1997 fu colpito dalla malattia di Alzheimer. Dopo un'operazione al cuore nel 1998, la sua salute peggiorò notevolmente. Dal dicembre del 1999 non scrisse più. Reve visse dal maggio del 2004 in una casa di cura e morì l'8 aprile 2006 alle ore 20:45, a 82 anni, nella casa di cura Sint-Vincentius a Zulte.

### Sepoltura

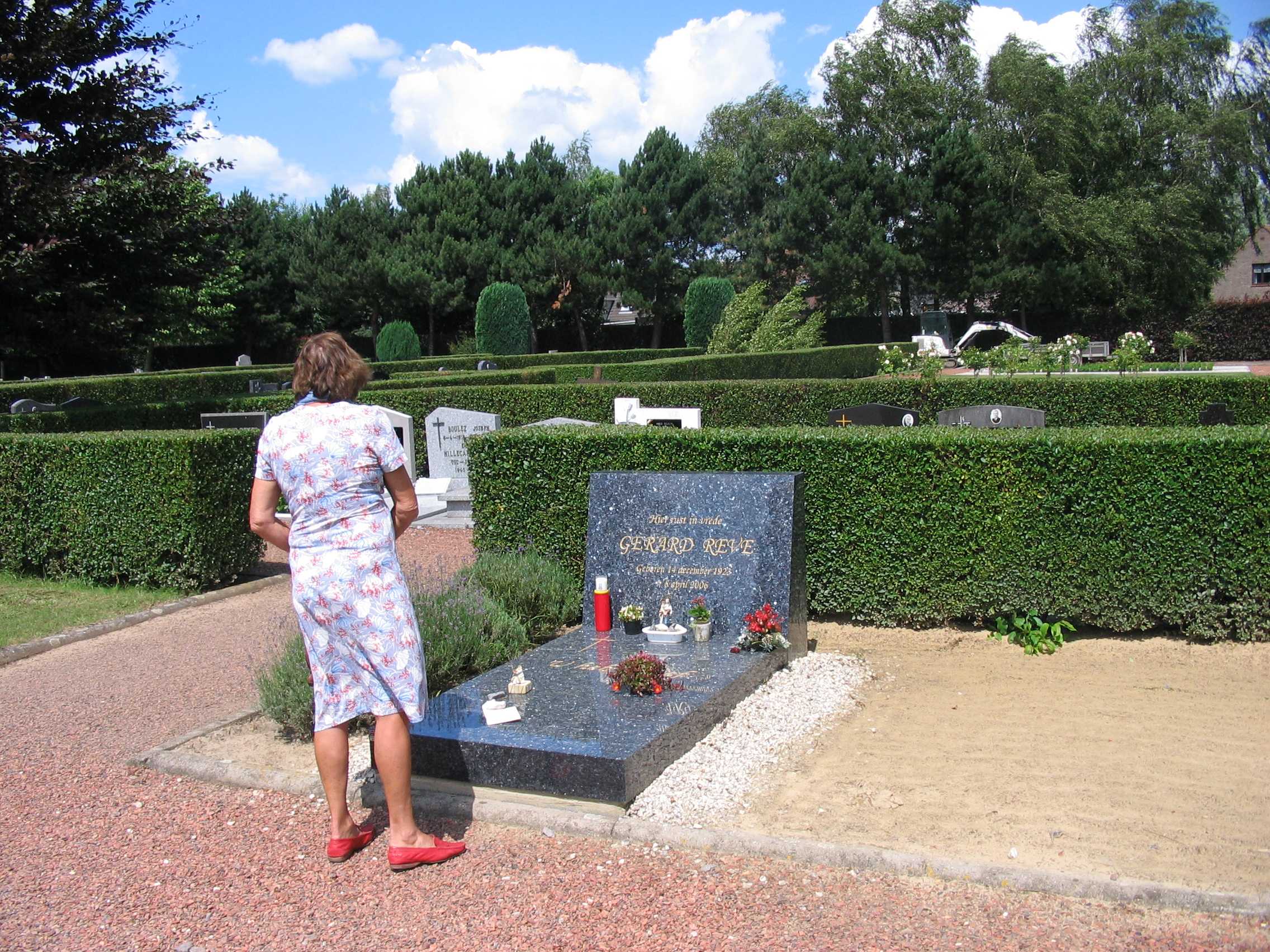
Tomba di Reve

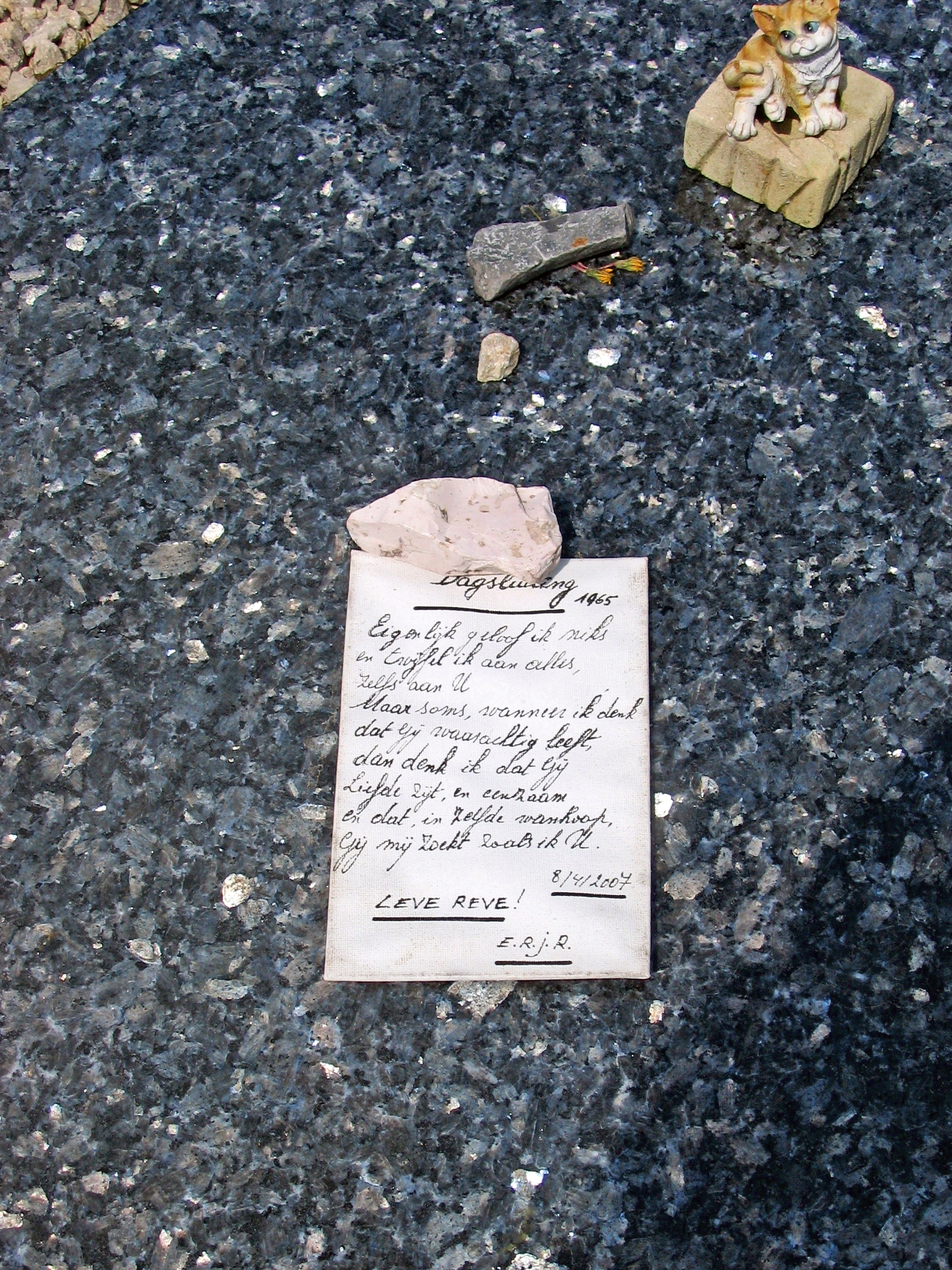
Omaggio sulla tomba di van Reve

Dal 15 aprile 2006 Reve è sepolto a Machelen-aan-de-Leie nel Nieuwe Begraafplaats (Nuovo Cimitero) in via Hoevestraat. Lì aveva un posto speciale in un angolo del cimitero, ma è stato sepolto nel cosiddetto 'posto d'onore' del cimitero. In quel posto nel 1982 già era stato sepolto un uomo che era annegato per aver salvato un bambino dall'annegamento. Nel 2006 la semplice croce di legno che era posta direttamente sulla tomba fu sostituita da una stele di pietra su cui è scritto: Qui riposa in pace Gerard Reve. Sulla pietra tombale è scritto Tu mi sei caro.

## Temi
Reve ha spesso ribadito che l'omosessualità era soltanto una delle tematiche del suo lavoro, mentre il tema principale era l'inadeguatezza dell'amore umano (contrapposto all'amore divino). Dai suoi primi due principali lavori, "Op weg naar het einde" (Avvicinandosi alla fine) e "Nader tot U" (Più vicino a te), in avanti, ha esposto le sue opinioni sulle creazione divina e sul destino umano, specialmente nei numerosi epistolari che ha pubblicato. Questi scritti pongono l'accento sulla comprensione simbolica dei testi religiosi come unica interpretazione intellettualmente accettabile e sull'irrilevanza della verità storica dei vangeli.
La religione, secondo Reve, non ha niente a che fare con il letterale, con il reale, con il morale o con il politico. Essa non è in contrasto con la scienza moderna, perché le verità religiose e i fatti empirici appartengono a due regni completamente differenti. Il mondo osservabile non ha un significato al di là della comparazione dei fatti e, sebbene potrebbe sembrare che la Rivelazione non abbia senso, essa ha un significato, ed è questo significato che Reve rincorre in qualsiasi cosa abbia scritto.
La prosa erotica di Reve ha a che fare in parte con la sua stessa sessualità, ma mira a qualcosa di più universale. I lavori di Reve spesso dipingono la sessualità come un rituale. Molte scene hanno un carattere di sadismo, ma il sadismo non è mai fine a sé stesso. Il 'Revismo', un termine inventato dallo scrittore stesso, potrebbe essere descritto come la consacrazione di atti sessuali di punizione, dedicando questi atti a persone venerate e, in ultima analisi, a entità più elevate (Dio). Anche questa è una ricerca di un significato più alto per un atto umano (il sesso) che è privo di significato nella sua forma materiale.

## De Avonden
Dopo aver pubblicato nel 1940, a proprie spese, la raccolta di poesie Terugkeer (Ritorno), il primo novembre 1947 Gerard (che all'epoca scriveva ancora con lo pseudonimo di Simon van het Reve) pubblicò un primo romanzo, ancora oggi considerato uno dei grandi classici della letteratura neerlandese. De Avonden (Le sere, sottotitolo Un racconto invernale) descrive gli ultimi dieci giorni del 1946 dal punto di vista di Frits van Egters, un cinico impiegato di 23 anni che conduce un'esistenza vuota e senza senso.
Il manoscritto del libro vinse il premio letterario Reina Prinsen Geerligsprijs.  Ancora oggi questo racconto di un'esistenza piccolo-borghese, molto greve, senza alcuna illusione e senza vero contatto umano, non ha perso affatto il senso di oppressione che lo caratterizza. L'angoscia che pervade il libro scioccò molti critici dell'epoca. Si parlò anche di  prosa inumana. Lo scrittore olandese Godfried Bomans parlò del romanzo su Elsevier (settimanale d'opinione olandese) in un articolo intitolato Un libro agghiacciante (Een schrikbarend boek), dove scrisse che raramente aveva letto un libro così angosciante,  così privo di ogni positività, oscuro, cinico e assolutamente negativo.
Bomans esprimeva la sua preoccupazione per la salute spirituale di Reve, ma anche la speranza che in futuro lo scrittore usasse il suo talento ricevuto da Dio per un libro che fosse non solo psicologicamente interessante, ma che avesse anche un valore umano universale.
Lo scrittore e poeta olandese Simon Vestdijk invece evidenziò l'umorismo grottesco e liberatorio del romanzo. Insieme a lui, anche altri critici riconoscevano nel racconto del giovane Frits la voce di una generazione che era uscita anestetizzata e sfiduciata dalla guerra. Reve scrisse De Avonden in uno stile pragmatico, incisivo, dove i minimi dettagli informano in modo dettagliato. Inoltre il linguaggio formale usato da Frits van Egters produce degli effetti comici.
Negli anni '60 l'attenzione si spostò sulla psicologia del protagonista del romanzo. I passaggi sessuali diventarono centrali, così come i sogni di Frits van Egters.
Nel 1989 dal libro fu tratto un film diretto da Rudolf van den Berg. Nel 2001 Dick Matena (autore di fumetti, disegnatore e sceneggiatore) adattò il testo integrale del romanzo e creò una striscia a fumetti, apparsa per la prima volta sul giornale Het Parool nel 2003-2004, in seguito pubblicata anche in forma di libro, per il quale Matena ha vinto il premio Bronzen Ademar (Premio della comunità fiamminga per i fumetti).
Il manoscritto originale di De Avonden, rilegato in semi-pergamena, è il libro antiquario più costoso della letteratura neerlandese. Reve stesso lo ha 'ceduto' nel 1964 per 'vile denaro' (pare per 400 fiorini) all'editore-bibliofilo Johan Polak. Nel 2006 è stato comprato per 25.000 euro da un compratore anonimo che lo ha ceduto in prestito permanente al Gerard Reve Museum.

## Stile
Lo stile di Reve combina il formale e il colloquiale, ma è sempre molto personale. In modo simile, il suo humour e le sue opinioni spesso paradossali sul mondo si basano sul contrasto tra misticismo esaltato e senso comune.
L'ironia che pervade il suo lavoro, insieme alla sua tendenza a fare affermazioni estreme, ha causato confusione tra i lettori. Molti hanno dubitato la sincerità della sua conversione alla fede cattolica, nonostante Reve abbia spesso manifestato la sua vera fede, rivendicando il suo diritto a opinioni individuali riguardo alla religione e alla sua personale esperienza.

## Episodi negativi
La carriera letteraria di Reve è stata accompagnata da una catena di episodi per lui negativi.
Prima di tutto, il ministro olandese della cultura si oppose alla concessione di una borsa di studio a Reve, affermando che il suo lavoro aveva carattere osceno. Un senatore olandese, Hendrik Algra, sottoscrisse l'accusa durante un dibattito plenario.
Incominciò così una serie di scandali che si concluse col rifiuto da parte del re belga Alberto di consegnare il Premio della letteratura nederlandese a Reve quando il suo compagno fu accusato di avere avuto rapporti con un minore. A volte Reve era felice della pubblicità che gli derivava dagli scandali, ma si lamentò anche della sua continua lotta con le autorità, l'opinione pubblica e la stampa.
Diventato noto per avere infranto una vecchia legge olandese contro la blasfemia nel 1966, Gerard Reve fu perseguitato per aver scritto un testo che descrive un atto sessuale tra il narratore e Dio in cui lui possiede Dio che è incarnato in un asino monoannale, grigio come un topolino, tre volte nella sua apertura segreta.
Si convertì al cattolicesimo, ma fu un fedele molto liberale. I suoi spettacoli e le sue ridicolizzazioni del cattolicesimo scatenarono anzi tensioni all'interno della comunità cattolica olandese degli anni sessanta.
Reve veniva da una famiglia comunista. Uno dei temi principali della sua opera, insieme all'amore e alla religione, è il suo odio intenso del comunismo, dei suoi regimi e della tolleranza che se ne ha nei circoli occidentali di sinistra. Nel 1975 Reve intervenne al festival olandese di poesia indossando una svastica insieme al simbolo della falce e martello sui suoi abiti e lesse una poesia che parlava dell'immigrazione in termini razzisti, in un linguaggio che parodiava il registro solenne, che offese molte persone, specialmente del Suriname.
Questo incidente portò a molte controversie e molti si chiesero se Reve non fosse impazzito. Le stesse reazioni di Reve furono più che contraddittorie e le sue dichiarazioni di essere "troppo intelligente per essere razzista" e di non voler fare alcun male sul piano razziale andarono in parte perse nella confusione provocata dalla sua continua ironia.
Negli ultimi anni della sua vita, Reve incominciò a soffrire della malattia di Alzheimer.
È morto l'8 aprile 2006, all'età di 82 anni.
Gerard Reve è il fratello di Karel van het Reve.

## Opere
- De avonden (1947). Trad. it.: Le sere, Iperborea, Milano 2018.
- Werther Nieland (1949).
- De ondergang van de familie Boslowits (1950).
- Tien vrolijke verhalen (1961).
- Vier Wintervertellingen (1963).
- Op weg naar het einde (1963).
- Nader tot U (1966).
- De taal der liefde (1972). Trad. it.: Il linguaggio dell'amore, Il Quadrante, Torino 1986.
- Lieve jongens (1973)
- Een circusjongen (1975).
- Brieven aan kandidaat katholiek A. 1962-1969 (1976).
- Oud en eenzaam (1978).
- Brieven aan Wimie (1980).
- Moeder en zoon (1980).
- Brieven aan Bernard S. (1981).
- De vierde man (1981). Da questo libro il film Il quarto uomo di Paul Verhoeven (1987).
- Brieven aan Josine M. (1981).
- Brieven aan Simon C. 1971-1975 (1982).
- Brieven aan Wim B. 1968-1975 (1983).
- Brieven aan Frans P. 1965-1969 (1984).
- De stille vriend (1984).
- Brieven aan geschoolde arbeiders (1985).
- Zelf schrijver worden (1985).
- Brieven aan Ludo P. 1962-1980 (1986).
- Bezorgde ouders (1988).
- Brieven aan mijn lijfarts 1963-1980 (1991).
- Brieven aan een aardappeleter (1993).
- Op zoek (Searching, 1995).
- Het boek van violet en dood (1996).
- Ik bak ze bruiner (1996).
- Brieven aan Matroos Vosch (1997).
- Het hijgend hert (1998).